# Nicole Thijssen
Nicole Thijssen (Delft, 5 juni 1988) is een voormalig tennisspeelster uit Nederland. Haar favoriete ondergrond is hardcourt en gravel. Zij is rechtshandig en speelt tweehandig aan beide zijden. Zij was actief in het proftennis van 2005 tot en met 2010.

## Loopbaan

### Enkelspel
Thijssen debuteerde in 2005 op het ITF-toernooi van Alkmaar (Nederland). Later dat jaar stond zij voor het eerst in een finale, op het ITF-toernooi van Porto Santo (Portugal) – hier veroverde zij haar eerste titel, door de Duitse Justine Ozga te verslaan. In totaal won zij vijf ITF-titels, de laatste in 2008 in Muzaffarnagar (India).
Haar hoogste notering op de WTA-ranglijst is de 219e plaats, die zij bereikte in september 2008.

### Dubbelspel
Thijssen behaalde in het dubbelspel betere resultaten dan in het enkelspel. Zij debuteerde in 2005 op het ITF-toernooi van Alkmaar (Nederland), samen met landgenote Lisanne Balk. De week erna stond zij voor het eerst in een finale, op het ITF-toernooi van Heerhugowaard (Nederland), samen met landgenote Marrit Boonstra – zij verloren van het duo Kristina Antoniychuk en Ana Veselinović. Later dat jaar veroverde Thijssen haar eerste titel, op het ITF-toernooi van Asjkelon (Israël), samen met landgenote Marrit Boonstra, door het duo Verena Amesbauer en Mariella Greschik te verslaan. In totaal won zij achttien ITF-titels, de laatste in 2010 in Hvar (Kroatië).
Eenmaal speelde Thijssen op een WTA-hoofdtoernooi, op het toernooi van Rosmalen 2008, samen met landgenote Arantxa Rus. Zij bereikten er de tweede ronde.
In 2010 won Thijssen, samen met Kiki Bertens, het Nationale Tennis Kampioenschap in het dubbelspel.
Haar hoogste notering op de WTA-ranglijst is de 153e plaats, die zij bereikte in oktober 2008.

### Tennis in teamverband
In de periode 2007–2010 maakte Thijssen deel uit van het Nederlandse Fed Cup-team – zij behaalde daar een winst/verlies-balans van 10–6.

## Posities op deWTA-ranglijst
Positie per einde seizoen:
| jaartal | ranking enkelspel | ranking dubbelspel |
| ------- | ----------------- | ------------------ |
| 2005    | 688               | 645                |
| 2006    | 467               | 530                |
| 2007    | 296               | 286                |
| 2008    | 237               | 161                |
| 2009    | 533               | 489                |

## Palmares

### Gewonnen ITF-toernooien enkelspel
| nr. | finaledatum | toernooi       | ondergrond | dotatie | tegenstandster in finale | score    |
| --- | ----------- | -------------- | ---------- | ------- | ------------------------ | -------- |
| 1.  | 2005-10-16  | Porto Santo    | hardcourt  | $10.000 | Justine Ozga             | 7-6, 6-4 |
| 2.  | 2006-11-25  | Ramat Hasjaron | hardcourt  | $10.000 | Neuza Silva              | 6-2, 6-4 |
| 3.  | 2007-05-26  | Fuerteventura  | tapijt     | $25.000 | Neuza Silva              | 6-2, 6-4 |
| 4.  | 2008-08-10  | Coimbra        | hardcourt  | $25.000 | Georgie Gent             | 6-4, 6-4 |
| 5.  | 2008-11-08  | Muzaffarnagar  | gras       | $10.000 | Sanaa Bhambri            | 7-6, 6-3 |

### Gewonnen ITF-toernooien dubbelspel
| nr. | finaledatum | toernooi       | ondergrond | dotatie | partner         | tegenstandsters in finale                  | score             |
| --- | ----------- | -------------- | ---------- | ------- | --------------- | ------------------------------------------ | ----------------- |
| 1.  | 2005-11-26  | Asjkelon       | hardcourt  | $10.000 | Marrit Boonstra | Verena Amesbauer Mariella Greschik         | 6-3, 6-2          |
| 2.  | 2005-12-03  | Ramat Hasjaron | hardcourt  | $10.000 | Marrit Boonstra | Gabriela Velasco Andreu Pemra Özgen        | 6-2, 6-3          |
| 3.  | 2005-12-10  | Raänana        | hardcourt  | $10.000 | Marrit Boonstra | Aleksandra Koelikova Natalia Orlova        | 7-5, 6-3          |
| 4.  | 2006-11-25  | Ramat Hasjaron | hardcourt  | $10.000 | Marlot Meddens  | Anastasia Poltoratskaya Yulia Solonitskaya | 6-3, 6-1          |
| 5.  | 2007-02-18  | Montechoro     | hardcourt  | $10.000 | Marrit Boonstra | Jessica Lehnhoff Robin Stephenson          | 6-3, 3-6, 6-2     |
| 6.  | 2007-02-25  | Portimão       | hardcourt  | $10.000 | Neuza Silva     | Jessica Lehnhoff Robin Stephenson          | 6-4, 6-2          |
| 7.  | 2007-03-26  | Athene         | hardcourt  | $10.000 | Neuza Silva     | Anna Koumantou Pemra Özgen                 | 6-2, 6-4          |
| 8.  | 2007-05-26  | Fuerteventura  | tapijt     | $25.000 | Neuza Silva     | Mariana Duque Mariño Roxane Vaisemberg     | 6-1, 6-2          |
| 9.  | 2007-10-27  | Mexico-Stad    | hardcourt  | $25.000 | Arantxa Rus     | Ivana Abramović Maria Abramović            | 6-0, 6-1          |
| 10. | 2008-05-11  | Fukuoka        | tapijt     | $50.000 | Melanie South   | Maya Kato Julia Moriarty                   | 4-6, 6-3, [14-12] |
| 11. | 2008-07-05  | Båstad         | gravel     | $25.000 | Klaudia Boczová | Anne Schäfer Zhang Ling                    | 6-2, 6-1          |
| 12. | 2008-07-27  | La Coruña      | hardcourt  | $25.000 | Neuza Silva     | Karen Castiblanco Paula Zabala             | 6-2, 6-2          |
| 13. | 2008-08-03  | Vigo           | hardcourt  | $25.000 | Neuza Silva     | Nina Brattsjikova Frederica Piedade        | 6-2, 6-4          |
| 14. | 2009-08-09  | Rebecq         | gravel     | $10.000 | Kiki Bertens    | Patricia Chirea Valentina Sulpizio         | 6-2, 7-5          |
| 15. | 2009-09-06  | Almere         | gravel     | $10.000 | Kiki Bertens    | Daniëlle Harmsen Kim Kilsdonk              | 4-6, 6-2, [10-4]  |
| 16. | 2009-10-30  | Monastir       | hardcourt  | $10.000 | Elise Tamaëla   | Ons Jabeur Nour Abbès                      | 6-1, 5-7, [10-4]  |
| 17. | 2009-11-06  | El Menzah      | hardcourt  | $10.000 | Elise Tamaëla   | Barbara Sobaszkiewicz Sylwia Zagórska      | 6-4, 6-1          |
| 18. | 2010-04-11  | Hvar           | gravel     | $10.000 | Marlot Meddens  | Leonie Mekel Stephanie Vogt                | 6-4, 6-1          |